# Classe Sociale (traghetti)
La classe Sociale era una serie di tre navi traghetto passeggeri derivate dalla trasformazione di tre ro-ro merci, Staffetta Mediterranea, Staffetta Ligure e Staffetta Jonica. Le tre navi, rinominate rispettivamente Torres, Caralis e Arborea, prestarono servizio per Tirrenia di Navigazione fino agli anni 2000.

## Caratteristiche

### Come ro-ro merci
Originariamente le unità erano dei ro-ro merci: con una stazza lorda attorno alle 7 000 tonnellate, disponevano di tre ponti garage, che potevano contenere alternativamente 129 semirimorchi e 30 automobili, 117 semirimorchi e 100 automobili o 580 automobili. Il garage sul ponte principale aveva accesso diretto dalla banchina per mezzo della rampa poppiera; il garage sul ponte di stiva era raggiungibile per mezzo di un ascensore con una portata di 60 tonnellate, mentre quello sul ponte superiore, scoperto ad eccezione della zona prodiera, era accessibile tramite una rampa fissa. Le navi disponevano di sistemazioni per 12 passeggeri e 22 camionisti, per i quali erano a disposizione 17 cabine doppie, un ristorante e due sale soggiorno.
Le unità erano spinte da due eliche quadripala a passo variabile della Lips Italiana, collegate tramite un riduttore a due motori Diesel 12 cilindri GMT A420.12, con una potenza complessiva di 15 000 cavalli. Potevano raggiungere una velocità di servizio di 22 nodi.

### Come traghetti passeggeri
Nel 1987, spinta dal forte aumento del traffico passeggeri tra il continente e la Sardegna, la Tirrenia decise di convertire i tre ro-ro in traghetti passeggeri. La trasformazione riguardò principalmente le sovrastrutture, che furono estese fino a poppa; la struttura dello scafo e le linee d'acqua rimasero immutate, mentre la stazza lorda salì a 11 324 tonnellate. La trasformazione in navi passeggeri impose delle modifiche alla compartimentazione stagna, per rispettare le norme di stabilità che imponevano, tra gli altri requisiti, la galleggiabilità con due compartimenti allagati. Il locale apparato motore fu diviso in due parti da una paratia trasversale, mentre le paratie longitudinali che delimitavano il garage inferiore furono spostate verso l'interno per posizionarle a una distanza pari a un quinto della larghezza dal fianco delle navi, come prescritto dai regolamenti. La centrale elettrica delle navi fu potenziata, aggiungendo un quarto Diesel-generatore, mentre per migliorare la manovrabilità il singolo timone centrale fu sostituito da due posizionati dietro le eliche e fu aggiunta una seconda elica trasversale di manovra a prua. Fu, infine, sostituito il fumaiolo.
Così trasformate, le navi potevano trasportare un massimo di 1314 passeggeri, avendo a bordo al massimo 45 semirimorchi e 232 automobili. Con una maggiore quantità di carico (fino a 56 semirimorchi e 182 automobili), la condizione di galleggiabilità con due compartimenti stagni contigui allagati non poteva più essere garantita e la capacità passeggeri era ridotta di conseguenza a 500. Le sistemazioni per i passeggeri comprendevano 64 cabine con servizi igienici e 40 senza servizi igienici, per un totale di 312 posti letto; erano poi presenti, come di consueto, una cella con 12 posti letto per eventuali detenuti e una cabina quadrupla per i carabinieri della scorta. Erano poi presenti a bordo due sale poltrone di prima classe e sette di seconda classe, per un totale di 929 posti. Gli spazi comuni per i passeggeri comprendevano un ristorante da 70 posti, una tavola calda per 170 persone, un soggiorno bar, una veranda, un cinema e un vestibolo con negozio e ufficio turistico.
Come accennato, la capacità dei garage risultò leggermente ridotta per via del riposizionamento delle paratie nel ponte inferiore; il numero massimo di automobili trasportabili scese a 435. Anche la velocità di servizio fu ridotta in seguito ai lavori di trasformazione, scendendo a 19,5 nodi.

## Servizio

La Staffetta Mediterranea (poi Torres) nel 1979.

Le tre navi furono ordinate dalla Tirrenia nel dicembre 1975, a completamento di un programma di potenziamento della flotta che comprendeva anche l'ordine di otto nuovi traghetti ro-ro passeggeri (le unità della Classe Strade Romane e i due traghetti di Classe Poeta Deledda e Verga). 
Le tre unità furono costruite tra il 1979 ed il 1980 alla Italcantieri di Ancona e Genova Sestri, prendendo i nomi di Staffetta Mediterranea, Staffetta Ligure e Staffetta Jonica. Come traghetti merci furono impiegati sulle linee Genova - Napoli - Tripoli e Trieste - Bari - Catania - Tripoli - Napoli - Genova; in seguito alla chiusura di queste rotte furono utilizzate nei collegamenti verso la Sardegna.
La Staffetta Jonica fu la prima ad essere trasformata, venendo inviata ai cantieri INMA di La Spezia il 12 gennaio 1987. Rinominata Arborea, rientrò in servizio tra Genova e Cagliari il 20 agosto dello stesso anno, venendo in seguito impiegata su diverse altre rotte, tra le quali anche la Cagliari - Arbatax - Civitavecchia. La Staffetta Ligure entrò ai cantieri INMA il 1 settembre, uscendone come Caralis il 25 giugno 1988; fu immessa inizialmente tra Genova e Porto Torres, servendo in seguito anche la Cagliari - Arbatax - Civitavecchia. La Staffetta Mediterranea arrivò agli Stabilimenti dei Bacini di Napoli il 13 ottobre 1987, rimanendovi fino al 25 maggio 1988. Ribattezzata Torres, entrò in servizio tra Genova e Cagliari e fu in seguito impiegata anche sulla rotta Napoli - Cagliari - Trapani - Tunisi - Trapani - Cagliari - Palermo e viceversa.
Il 14 marzo 1996 la Caralis, in navigazione tra Cagliari e Civitavecchia, si incagliò violentemente contro l'Isola Serpentara, al largo di Capo Carbonara. Non ci furono feriti tra i 371 passeggeri a bordo, ma per liberare la nave fu necessario asportare il bulbo prodiero, spezzatosi a metà nell'impatto. Una volta disincagliato il traghetto fu mandato a Messina per le riparazioni.
Il 26 ottobre 1999 la Arborea, in arrivo a Olbia proveniente da Civitavecchia, si incagliò all'imboccatura del porto sardo a causa della fitta nebbia: il traghetto fu liberato dopo due giorni da sette rimorchiatori, venendo rimorchiato in porto.
Il 22 novembre 1999 la Caralis compì l'ultimo viaggio con i colori Tirrenia tra Napoli e Cagliari, venendo venduta alla compagnia indonesiana Pelni nel giugno del 2000. La nave prese il nome di Fudi e fu impiegata tra Surabaya, Ujung Pandang e Balikpapan.
Il 21 dicembre 2001 la Arborea fu posta in disarmo nel porto di Genova. Nel giugno 2004 fu acquistata dall'armatore greco Gerasimos Agoudimos, proprietario della G.A Ferries, che la rivendette in seguito a demolitori indiani. Il traghetto, rinominato per l'occasione Arbore, partì alla volta dell'India nei primi mesi del 2005, arrivando ad Alang il 5 aprile 2005.
L'ultima unità a rimanere in servizio per Tirrenia fu la Torres, che dopo la stagione estiva 2003 fu messa in disarmo a Cagliari. La nave fu venduta nel marzo dell'anno seguente alla turca Sancak Line, che la rinominò Istanbul S e la mise in servizio tra Brindisi e Çeşme. L'anno seguente la nave fu rinominata Sancak S. Nel maggio 2006 il traghetto fu venduto alla Namma Shipping Line, venendo impiegato a luglio dello stesso anno per l'evacuazione di profughi libanesi da Beirut verso Limassol. Nel 2010 fu pianificata la riconversione del traghetto in ro-ro merci, ma i lavori furono sospesi per un incendio; in seguito la nave fu demolita in Turchia.

## Unità della classe
| Nome                                | Immagine | Varo            | Cantiere | Consegna          | Fine servizio con Tirrenia | Note                                                                                                   |
| ----------------------------------- | -------- | --------------- | -------- | ----------------- | -------------------------- | --- |
| Torres (già Staffetta Mediterranea) |          | 12 ottobre 1978 | Ancona   | 12 giugno 1979    | 2004                       | Demolita in Turchia nel 2011 in seguito a un incendio                                                  |
| Caralis (già Staffetta Ligure)      |          | 12 giugno 1979  | Genova   | 14 novembre 1979  | 22 novembre 1999           | In servizio per PELNI (Indonesia) con il nome Fudi Demolita dopo essersi capovolta a Surabaya nel 2011 |
| Arborea (già Staffetta Jonica)      |          | 4 marzo 1980    | Genova   | 20 settembre 1980 | dicembre 2001              | Demolita in India nel 2005 con il nome Arbore                                                          |

## Origine dei nomi
Le tre navi, dopo essere state convertite in traghetti passeggeri, furono ribattezzate con i nomi di tre dei tre storici giudicati Sardi, ovvero il Giudicato di Arborea, il Giudicato di Torres e il Giudicato di Cagliari (il cui nome latino era Caralis). I nomi erano già appartenuti a diverse navi della flotta Tirrenia.